# دينيس بارنت
دينيس بارنت (بالإنجليزية: Denis Barnett)‏ هو عسكري نيوزيلندي، ولد في 11 فبراير 1906، وتوفي في 31 ديسمبر 1992.